# Linia kolejowa Roma San Pietro – Città del Vaticano
Linia Watykańska (wł. Ferrovia Vaticana) – linia łącząca stację i państwo Watykan ze stacją Roma San Pietro we Włoszech.